# Clinton (Illinois)
Clinton város az USA Illinois államában, DeWitt megyében, melynek megyeszékhelye is. Lakosainak száma 7004 fő (2020).

## Népesség
A település népességének változása:
| Lakosok száma | 367  | 7225 | 7004 |
|               | 1850 | 2010 | 2020 |